# Bernard Thévenet
Bernard Thévenet (Saint-Julien-de-Civry, Saona i Loira, Borgonya, 10 de gener de 1948) va ser un ciclista francès que fou professional entre 1970 i 1981. Era anomenat Nanar. Excel·lent escalador, va aconseguir més de 100 victòries durant la seva carrera professional, destacant per sobre de totes les dues victòries a la classificació final del Tour de França, el 1975 i 1977. Aquestes victòries van posar el punt final al regnat d'Eddy Merckx.
Va començar a córrer en les categories inferiors el 1963, sent campió de França junior el 1968. Aquest mateix any va córrer en l'equip amateur de Jean de Gribaldy, Cafés Ravis-Wolhauser-de Gribaldy, amb el qual guanyà la cursa amateur Ruta de França.
En la seva primera participació en el Tour, el 1970 va aconseguir una victòria d'etapa, amb final a La Mongie. L'any següent n'aconseguiria una altra. El 1972 va patir una aparatosa caiguda en un descens d'un port de muntanya, perdent la memòria temporalment. Amb tot, va aconseguir recuperar-se, continuar en cursa i quatre dies més tard guanyava l'etapa amb final al mític Ventor. Després d'una excel·lent segona posició en el Tour de França 1973, per darrere Luis Ocaña, no pogué rendir com ell esperava en l'edició de 1974 per culpa d'una malaltia que l'obligà a abandonar.
El 1975 arribaria el seu primer gran èxit. Thévenet va atacar Eddy Merckx en l'ascens al Col d'Izoard. Merckx, que patia forts dolors d'esquena, a més dels efectes d'un cop de puny donat per un fan irat, va lluitar per defensar el seu lideratge, però no ho aconseguí, perdent un mallot que mai més tornà a vestir. Aquell any era el primer en què la cursa gal·la finalitzava als Camps Elisis.
Dos anys més tard, el 1977, guanyaria el seu segon Tour de França. Aquell mateix any va donar positiu en un control antidopatge a la París-Niça. Aquell hivern, Thévenet seria ingressat en un hospital per culpa del continuat consum d'esteroides. Uns mesos més tard prenia part a la sortida del Tour de França, però es va veure obligat a abandonar la cursa en ambulància durant la disputa de la segona etapa de muntanya.
Quan es retirà del ciclisme va confessar públicament que havia consumit esteroides durant la seva carrera esportiva i demanava que es prenguessin les mesures adients per acabar amb aquesta xacra a l'esport.
El 1984 tornà al món del ciclisme com a director esportiu de l'equip La Redoute, de Stephen Roche. El 1986 i 1987 va dirigir l'equip R.M.O.
Actualment és comentarista esportiu a la televisió francesa.

## Palmarès
- 1970
  - Vencedor d'una etapa al Tour de França
- 1971
  - Vencedor d'una etapa al Tour de França
  - Vencedor d'una etapa a l'Étoile des Espoirs
- 1972
  - 1r al Tour de Romandia i vencedor d'una etapa
  - 1r al Tour d'Indre i Loira
  - Vencedor de 2 etapes al Tour de França
  - Vencedor d'una etapa de la Midi Libre
- 1973
  -  Campió de França en ruta
  - Vencedor de 2 etapes al Tour de França
  - Vencedor d'una etapa a la Volta a Espanya
  - Vencedor d'una etapa de la Midi Libre
  - Vencedor d'una etapa del Dauphiné Libéré
- 1974
  -  1r a la Volta a Catalunya i vencedor de 2 etapes
  - 1r al Critèrium Internacional
  - Vencedor d'una etapa de la París-Niça
- 1975
  -  1r al Tour de França i vencedor de 2 etapes
  - 1r al Critèrium del Dauphiné Libéré i vencedor d'una etapa
- 1976
  - 1r al Critèrium del Dauphiné Libéré i vencedor de 2 etapes
  - Vencedor d'una etapa dels Quatre dies de Dunkerque
  - 1r als Sis dies de Grenoble (amb Günter Haritz)
- 1977
  -  1r al Tour de França i vencedor d'una etapa
  - 1r a l'Escalada a Montjuïc
  - 1r al Tour de l'Alt Var
  - Vencedor d'una etapa del Dauphiné Libéré
- 1980
  - 1r a la Polynormande
  - 1r als Sis dies de Grenoble (amb Danny Clark)

### Resultats al Tour de França
- 1970. 35è de la classificació general. Vencedor d'una etapa
- 1971. 4t de la classificació general. Vencedor d'una etapa
- 1972. 9è de la classificació general. Vencedor de 2 etapes
- 1973. 2n de la classificació general. Vencedor de 2 etapes
- 1974. Abandona (11a etapa)
- 1975. 1r de la classificació general. Vencedor de 2 etapes. Porta el mallot groc durant 8 etapes
- 1976. Abandona (19a etapa)
- 1977. 1r de la classificació general. Vencedor d'una etapa. Porta el mallot groc durant 8 etapes
- 1978. Abandona (11a etapa)
- 1980. 17è de la classificació general
- 1981. 37è de la classificació general

### Resultats a la Volta a Espanya
- 1971. 44è de la classificació general
- 1973. 3r de la classificació general. Vencedor d'una etapa
- 1980. 14è de la classificació general

### Resultats al Giro d'Itàlia
- 1979. 31è de la classificació general